# 志賀親守
志賀 親守（しが ちかもり）は、戦国時代から安土桃山時代にかけての武将。豊後国の大友氏の家臣。志賀親益の子。
志賀氏は大友三家の一つ。北志賀家は南郡衆の筆頭である。
天文19年（1550年）、二階崩れの変の後、大友義鎮（宗麟）の家督相続に尽力した。天文21年（1552年）に子親度に家督を譲って早々に隠居したが、実際は加判衆の一人として宗麟やその子義統の側近として活躍したという。その後、親度が義統と対立し失脚すると、親度共々殺害されそうになるが、宗麟の仲介があって助かったという。天正6年（1578年）の耳川の戦いでは肥後国に出陣したが、この戦に反対していたため軍勢を積極的に動かそうとしなかった。
天正14年（1586年）、薩摩国の島津氏が豊後に侵攻（豊薩合戦）すると、宗麟と共に丹生島城に立て籠もって抗戦するも、実際は入田義実を通して島津氏と内通していたとされ、親度は入田氏や南志賀家と共に島津氏に味方し、孫の親次が守る岡城を攻撃している。その後、島津氏が敗北すると親度は処罰されたが、表立って反抗しなかった親守は咎められず、親次の後見役となった。宗麟の葬儀にも参じ、その後も義統の側近として仕え、文禄・慶長の役の際は、豊後国において留守を守った。
なお、大友義鎮が嫡男・義統に天正12～13年（1584年～1585年）頃に送ったと推定される書状の中で、親守を宇目村という場所に派遣したが、折を見て持ち場を離れてしまう。原因は女色家であるためで、大友家存亡の時にこれでは困る、と記されたものが存在する。